# Okręg wyborczy Limerick City
Okręg wyborczy Limerick City powstał w 1801 r. i wysyłał do brytyjskiej Izby Gmin jednego deputowanego. W 1832 r. liczbę mandatów przypadających na okręg zwiększono do dwóch, by w 1885 r. ponownie zmniejszyć do jednego. Okręg obejmował miasto Limerick w Irlandii. Został zlikwidowany w 1922 r.

## Deputowani do brytyjskiej Izby Gmin z okręgu Limerick City

### Deputowani w latach 1801–1832
- 1801–1802: Henry Deane Grady
- 1802–1817: Charles Vereker, torysi
- 1817–1820: John Vereker, torysi
- 1820–1832: Thomas Spring Rice, wigowie

### Deputowani w latach 1832–1885
- 1832–1841: William Roche, Repeal Association
- 1832–1844: David Vandeleur Roche, Repeal Association
- 1841–1852: John O’Brien, Repeal Association
- 1844–1847: James Kelley, Repeal Association
- 1847–1851: John O’Connell, Repeal Association
- 1851–1852: Henry Fitzalan-Howard, hrabia Arundel i Surrey, wigowie
- 1852–1854: Robert Potter, wigowie
- 1852–1871: Francis William Russell, Partia Liberalna
- 1854–1858: James O’Brien, wigowie
- 1858–1858: George Gavin, wigowie
- 1858–1859: James Spaight, Partia Konserwatywna
- 1859–1874: George Gavin, Partia Liberalna
- 1871–1879: Isaac Butt, Home Rule League
- 1874–1883: Richard O’Shaughnessy, Home Rule League
- 1879–1885: Daniel Fitzgerald Gabbett, Home Rule League
- 1883–1885: Edward McMahon, Home Rule League

### Deputowani w latach 1885–1922
- 1885–1888: Henry Joseph Gill, Irlandzka Partia Parlamentarna
- 1888–1895: Francis Arthur O’Keeffe, Irlandzka Partia Parlamentarna
- 1895–1895: John Daly, Irlandzka Partia Parlamentarna
- 1895–1900: Francis Arthur O’Keeffe, Irlandzka Partia Parlamentarna
- 1900–1918: Michael Joyce, Irlandzka Partia Parlamentarna
- 1918–1922: Michael Colivet, Sinn Féin